# Lijst van fracties in het Europees Parlement
Een fractie in het Europees Parlement is een formeel samenwerkingsverband tussen Europarlementariërs die een politieke gezindte vertegenwoordigen. Fracties omvatten zowel onafhankelijke parlementariërs als parlementariërs die lid zijn van een Europese politieke partij. Niet alle parlementariërs kiezen ervoor om zich bij een Europese fractie aan te sluiten.

## Vereisten
Om de formele status van een fractie te verkrijgen, moet een parlementaire groepering aan een aantal eisen voldoen. In het verleden zijn deze vereisten een aantal keren aan wijzigingen onderhevig geweest. Sinds 1 februari 2020 dient een fractie minimaal 23 leden te tellen die afkomstig zijn uit ten minste een kwart van de Europese lidstaten. Indien een bestaande fractie hier niet meer aan voldoet, kan de voorzitter van het Europees Parlement  toestaan dat de fractie blijft voortbestaan tot de volgende verkiezingen voor het Europees Parlement. De fractie moet dan wel ten minste een jaar hebben bestaan en de fractieleden moeten nog steeds een vijfde van het aantal de lidstaten vertegenwoordigen.

## Fracties in het Europees Parlement

### Tiende legislatuur
Dit is een lijst van de fracties in het Europees Parlement tijdens de legislatuur 2024-2029.
| Fractie                                              | Aangesloten partijen                                                                           | Politieke signatuur | Jaar van instelling | Aantal leden | Belgische partijen        | Nederlandse partijen       |
| ---------------------------------------------------- | ---------------------------------------------------------------------------------------------- | ------------------- | ------------------- | ------------ | ------------------------- | -------------------------- |
| Europese Volkspartij                                 | Europese Volkspartij                                                                           | christendemocratie  | 2009                | 188          | CD&V, CSP                 | CDA, BBB, NSC              |
| Progressieve Alliantie van Socialisten en Democraten | Partij van Europese Socialisten                                                                | sociaaldemocratie   | 2009                | 136          | Vooruit, PS               | PvdA                       |
| Patriotten voor Europa                               | Patriots.eu                                                                                    | rechts radicalisme  | 2024                | 84           | Vlaams Belang             | PVV                        |
| Europese Conservatieven en Hervormers                | Partij van Europese Conservatieven en Hervormers, Europese Christelijke Politieke Beweging     | conservatisme       | 2009                | 78           | N-VA                      | SGP                        |
| Renew Europe                                         | Partij van de Alliantie van Liberalen en Democraten voor Europa, Europese Democratische Partij | liberalisme         | 2019                | 77           | Open Vld, MR, Les Engagés | VVD, D66                   |
| De Groenen/Vrije Europese Alliantie                  | Europese Groene Partij, Europese Vrije Alliantie                                               | ecologisme          | 1999                | 53           | Groen, Ecolo              | GroenLinks, Volt Nederland |
| Linkse Fractie                                       | Europees Links                                                                                 | socialisme          | 1995                | 46           | PVDA/PTB                  | Partij voor de Dieren      |
| Europa van Soevereine Naties                         |                                                                                                | rechts radicalisme  | 2024                | 25           |                           |                            |
| niet-fractiegebonden leden                           |                                                                                                |                     |                     | 33           |                           |                            |

### Negende legislatuur
Dit is een lijst van de fracties in het Europees Parlement tijdens de legislatuur 2019-2024.
| Fractie                                                                                      | Aangesloten partijen                                                                                                 | Jaar van instelling | Aantal leden |
| -------------------------------------------------------------------------------------------- | --- | ------------------- | ------------ |
| Europese Volkspartij                                                                         | Europese Volkspartij                                                                                                 | 2009                | 182 / 176    |
| Progressieve Alliantie van Socialisten en Democraten                                         | Partij van Europese Socialisten                                                                                      | 2009                | 154 / 139    |
| Renew Europe                                                                                 | Partij van de Alliantie van Liberalen en Democraten voor Europa, Europese Democratische Partij                       | 2019                | 108 / 102    |
| De Groenen/Vrije Europese Alliantie                                                          | Europese Groene Partij, Europese Vrije Alliantie                                                                     | 1999                | 75 / 71      |
| Identiteit en Democratie                                                                     | Identiteit en Democratie Partij                                                                                      | 2019                | 73 / 49      |
| Europese Conservatieven en Hervormers                                                        | Partij van Europese Conservatieven en Hervormers, Europese Christelijke Politieke Beweging, Europese Vrije Alliantie | 2009                | 62 / 69      |
| Linkse Fractie                                                                               | Europees Links, Europese Vrije Alliantie                                                                             | 1995                | 41 / 37      |
| niet-fractiegebonden leden                                                                   | |                     | 56 / 62      |
| Dit is een lijst van de fracties in het Europees Parlement tijdens de legislatuur 2014-2019. | |                     |              |
| Fractie                                                                                      | Aangesloten partijen                                                                                                 | Jaar van instelling | Aantal leden |
| Europese Volkspartij                                                                         | Europese Volkspartij                                                                                                 | 2009                | 221 / 216    |
| Progressieve Alliantie van Socialisten en Democraten                                         | Partij van Europese Socialisten                                                                                      | 2009                | 191 / 187    |
| Europese Conservatieven en Hervormers                                                        | Alliantie van Conservatieven en Hervormers in Europa; Europese Christelijke Politieke Beweging                       | 2009                | 70 / 77      |
| Alliantie van Liberalen en Democraten voor Europa                                            | Partij van de Alliantie van Liberalen en Democraten voor Europa; Europese Democratische Partij                       | 2004                | 67 / 69      |
| Europees Unitair Links/Noords Groen Links                                                    | Europees Links | 1995                | 52 / 52      |
| De Groenen/Vrije Europese Alliantie                                                          | Europese Groene Partij; Europese Vrije Alliantie                                                                     | 1999                | 50 / 52      |
| Europa van Vrijheid en Directe Democratie                                                    | Alliantie voor Directe Democratie in Europa                                                                          | 2014                | 48 / 42      |
| Europa van Naties en Vrijheid                                                                | Beweging voor een Europa van Naties en Vrijheid                                                                      | 2015                | - / 36       |
| niet-fractiegebonden leden                                                                   | geen | geen                | 52 / 20      |
| Dit is een lijst van de fracties in het Europees Parlement tijdens de legislatuur 2009-2014. | |                     |              |
| Fractie                                                                                      | Aangesloten partijen                                                                                                 | Jaar van instelling | Aantal leden |
| Europese Volkspartij                                                                         | Europese Volkspartij                                                                                                 | 2009                | 265 / 274    |
| Progressieve Alliantie van Socialisten en Democraten                                         | Partij van Europese Socialisten                                                                                      | 2009                | 184 / 195    |
| Alliantie van Liberalen en Democraten voor Europa                                            | Partij van de Alliantie van Liberalen en Democraten voor Europa; Europese Democratische Partij                       | 2004                | 84 / 83      |
| De Groenen/Vrije Europese Alliantie                                                          | Europese Groene Partij; Europese Vrije Alliantie                                                                     | 1999                | 55 / 58      |
| Europese Conservatieven en Hervormers                                                        | Alliantie van Europese Conservatieven en Hervormers; Europese Christelijke Politieke Beweging                        | 2009                | 54 / 57      |
| Europees Unitair Links/Noords Groen Links                                                    | Europees Links | 1995                | 35 / 35      |
| Europa van Vrijheid en Democratie                                                            | Beweging voor een Europa van Vrijheid en Democratie                                                                  | 2009                | 32 / 31      |
| niet-fractiegebonden leden                                                                   | geen | geen                | 27 / 33      |
| Dit is een lijst van de fracties in het Europees Parlement tijdens de legislatuur 2004-2009. | |                     |              |
| Fractie                                                                                      | Aangesloten partijen                                                                                                 | Jaar van instelling | Aantal leden |
| Europese Volkspartij en Europese Democraten                                                  | Europese Volkspartij; Europese Democraten                                                                            | 1992                | 268 / 288    |
| Sociaaldemocratische Fractie in het Europees Parlement                                       | Partij van Europese Socialisten                                                                                      | 1979                | 200 / 217    |
| Alliantie van Liberalen en Democraten voor Europa                                            | Partij van Europese Liberalen en Democraten; Europese Democratische Partij                                           | 2004                | 88 / 100     |
| De Groenen/Vrije Europese Alliantie                                                          | Europese Groene Partij; Europese Vrije Alliantie                                                                     | 1999                | 42 / 43      |
| Europees Unitair Links/Noords Groen Links                                                    | Europees Links | 1995                | 41 / 41      |
| Onafhankelijkheid/Democratie                                                                 | Alliantie van Onafhankelijke Democraten voor Europa; EUDemocrats                                                     | 2004                | 37 / 22      |
| Unie voor een Europa van Nationale Staten                                                    | Alliantie voor een Europa van Nationale Staten                                                                       | 1994                | 27 / 44      |
| niet-fractiegebonden leden                                                                   | geen | geen                | 29 / 30      |
| Dit is een lijst van de fracties in het Europees Parlement tijdens de legislatuur 1999-2004. | |                     |              |
| Fractie                                                                                      | Aangesloten partijen                                                                                                 | Jaar van instelling | Aantal leden |
| Europese Volkspartij en Europese Democraten                                                  | Europese Volkspartij; Europese Democraten                                                                            | 1992                | 233 / 295    |
| Partij van de Europese Sociaaldemocraten                                                     | Partij van Europese Socialisten                                                                                      | 1979                | 180 / 232    |
| Europese Liberale en Democratische Partij                                                    | Europese Liberale en Democratische Partij                                                                            | 1994                | 50 / 67      |
| De Groenen/Vrije Europese Alliantie                                                          | Europese Groene Partij; Europese Vrije Alliantie                                                                     | 1999                | 48 / 47      |
| Europees Unitair Links/Noords Groen Links                                                    | Europees Links | 1995                | 42 / 55      |
| Unie voor een Europa van Nationale Staten                                                    | Alliantie voor een Europa van Nationale Staten                                                                       | 1994                | 30 / 30      |
| Technische fractie van onafhankelijke leden                                                  | geen | 1999                | 18 / -       |
| Europa van Democratieën in Diversiteit                                                       | Europa van Democratieën in Diversiteit                                                                               | 1999                | 16 / 18      |
| niet-fractiegebonden leden                                                                   | geen | geen                | 9 / 44       |
| Dit is een lijst van de fracties in het Europees Parlement tijdens de legislatuur 1994-1999. | |                     |              |
| Fractie                                                                                      | Aangesloten partijen                                                                                                 | Jaar van instelling | Aantal leden |
| Partij van de Europese Sociaaldemocraten                                                     | Partij van Europese Socialisten                                                                                      | 1979                | 198 / 214    |
| Europese Volkspartij en Europese Democraten                                                  | Europese Volkspartij; Europese Democraten                                                                            | 1992                | 156 / 201    |
| Europese Liberale en Democratische Partij                                                    | Europese Liberale en Democratische Partij                                                                            | 1994                | 44 / 42      |
| Europees Unitair Links                                                                       | Europees Links | 1994                | 28 / 34      |
| Forza Europa                                                                                 | | 1994                | 27 / -       |
| Verenigde Europese democraten                                                                | | 1984                | 26 / -       |
| Unie voor Europa                                                                             | | 1995                | - / 34       |
| De Groenen in het Europees Parlement                                                         | Europese Federatie van Groene Partijen                                                                               | 1989                | 23 / 27      |
| Europese Radicale Alliantie                                                                  | | 1994                | 19 / 21      |
| Europa van Nationale Staten                                                                  | | 1994                | 19 / -       |
| Onafhankelijken voor het Europa van de Nationale Staten                                      | | 1996                | - / 15       |
| niet-fractiegebonden leden                                                                   | geen | geen                | 27 / 38      |
| Dit is een lijst van de fracties in het Europees Parlement tijdens de legislatuur 1989-1994. | |                     |              |
| Fractie                                                                                      | Aangesloten partijen                                                                                                 | Jaar van instelling | Aantal leden |
| Socialistische Fractie                                                                       | Partij van Europese Socialisten                                                                                      | 1989                | 180 / 198    |
| Europese Volkspartij                                                                         | Europese Volkspartij                                                                                                 | 1979                | 121 / -      |
| Europese Volkspartij en Europese Democraten                                                  | Europese Volkspartij; Europese Democraten                                                                            | 1992                | - / 162      |
| Liberale en Democratische Fractie                                                            | Liberale en Democratische Fractie                                                                                    | 1979                | 49 / 45      |
| Europese Democratische Fractie                                                               | Europese Democraten                                                                                                  | 1979                | 34 / -       |
| De Groenen in het Europees Parlement                                                         | Europese Federatie van Groene Partijen                                                                               | 1989                | 30 / 27      |
| Fractie voor een Unitair Europees Links                                                      | | 1989                | 28 / -       |
| Verenigde Europese democraten                                                                | | 1984                | 20 / 20      |
| Technische fractie van Europees Rechts                                                       | | 1989                | 17 / 12      |
| Verenigd Links                                                                               | | 1989                | 14 / 13      |
| Regenboogfractie binnen het Europees Parlement                                               | | 1989                | 13 / 14      |
| niet-fractiegebonden leden                                                                   | geen | geen                | 12 / 27      |
| Dit is een lijst van de fracties in het Europees Parlement tijdens de legislatuur 1984-1989. | |                     |              |
| Fractie                                                                                      | Aangesloten partijen                                                                                                 | Jaar van instelling | Aantal leden |
| Socialistische Fractie                                                                       | Partij van Europese Socialisten                                                                                      | 1979                | 130 / 166    |
| Europese Volkspartij                                                                         | Europese Volkspartij                                                                                                 | 1979                | 110 / 113    |
| Europese Democratische Fractie                                                               | Europese Democraten                                                                                                  | 1979                | 50 / 66      |
| Communistische Fractie en geestverwanten                                                     | | 1979                | 41 / 48      |
| Liberale en Democratische Fractie                                                            | Liberale en Democratische Fractie                                                                                    | 1979                | 31 / 45      |
| Verenigde Europese democraten                                                                | | 1984                | 29 / 30      |
| Regenboogfractie                                                                             | | 1984                | 20 / 20      |
| Fractie van Europees Rechts                                                                  | | 1984                | 16 / 16      |
| niet-fractiegebonden leden                                                                   | geen | geen                | 7 / 14       |
| Dit is een lijst van de fracties in het Europees Parlement tijdens de legislatuur 1979-1984. | |                     |              |
| Fractie                                                                                      | Aangesloten partijen                                                                                                 | Jaar van instelling | Aantal leden |
| Socialistische Fractie                                                                       | Partij van Europese Socialisten                                                                                      | 1979                | 112 / 124    |
| Europese Volkspartij                                                                         | Europese Volkspartij                                                                                                 | 1979                | 108 / 117    |
| Europese Democratische Fractie                                                               | Europese Democraten                                                                                                  | 1979                | 64 / 63      |
| Communistische Fractie en geestverwanten                                                     | | 1979                | 44 / 48      |
| Liberale en Democratische Fractie                                                            | Liberale en Democratische Fractie                                                                                    | 1979                | 40 / 38      |
| Europese democraten voor de vooruitgang                                                      | | 1979                | 22 / 22      |
| Fractie voor de technische coördinatie                                                       | | 1979                | 11 / 12      |
| niet-fractiegebonden leden                                                                   | geen | geen                | 9 / 10       |

## Fracties naar politieke opvatting
| Fractienaam                                             | Officiële naam in het Europees Parlement | Van                | Tot                |
| Christendemocraten                                      | Christendemocraten | Christendemocraten | Christendemocraten |
| ------------------------------------------------------- | --- | ------------------ | ------------------ |
| Christen-Democratische Fractie                          | Christen-Democratische Fractie | 23 juni 1953       | 14 maart 1978      |
| Christen-Democratische Fractie                          | Christen-Democratische Fractie (Fractie van de Europese Volkspartij) | 14 maart 1978      | 17 juli 1979       |
| Europese Volkspartij                                    | Fractie van de Europese Volkspartij (Christen-democratische Fractie) | 17 juli 1979       | 1 mei 1992         |
| Europese Volkspartij en Europese Democraten             | Fractie van de Europese Volkspartij (Christendemocraten) en Europese Democraten | 1 mei 1992         | 22 juni 2009       |
| Europese Volkspartij                                    | Fractie van de Europese Volkspartij (christendemocraten) | 22 juni 2009       | heden              |
| Communisten/Socialisten                                 | |                    |                    |
| Communisten en geestverwanten                           | Communistische Fractie en geestverwanten | 16 oktober 1973    | 25 juli 1989       |
| Europees Unitair Links                                  | Fractie voor een Unitair Europees Links | 25 juli 1989       | januari 1993       |
| Verenigd Links                                          | Verenigd Links | 25 juli 1989       | 19 juli 1994       |
| Europees Unitair Links                                  | Confederale Fractie Europees Unitair Links | 19 juli 1994       | 6 januari 1995     |
| Europees Unitair Links/Noords Groen Links               | Confederale Fractie Europees Unitair Links/Noords Groen Links | 6 januari 1995     | 18 december 2020   |
| Links - GUE/NGL                                         | Linkse Fractie in het Europees Parlement - GUE/NGL | 18 december 2020   | heden              |
| Conservatieven                                          | |                    |                    |
| Europese Conservatieven                                 | Europese Conservatieve Fractie | 16 januari 1973    | 17 juli 1979       |
| Europese Democraten                                     | Europese Democratische Fractie | 17 juli 1979       | 1 mei 1992         |
| Europese Volkspartij en Europese Democraten             | Fractie van de Europese Volkspartij (Christendemocraten) en Europese Democraten | 1 mei 1992         | 11 juni 2009       |
| Europese Conservatieven en Hervormers                   | Europese Conservatieven en Hervormers | 11 juni 2009       | heden              |
| Eurosceptici                                            | |                    |                    |
| Europa van Nationale Staten                             | Fractie Europa van Nationale Staten (coördinatiegroep) | 19 juli 1994       | 10 november 1996   |
| Onafhankelijken voor het Europa van de Nationale Staten | Fractie van onafhankelijken voor het Europa van de Nationale Staten | 20 december 1996   | 20 juli 1999       |
| Europa van Democratieën in Diversiteit                  | Fractie Europa van Democratieën in Diversiteit | 20 juli 1999       | 20 juli 2004       |
| Onafhankelijkheid en Democratie Groep                   | Fractie Onafhankelijkheid/Democratie | 20 juli 2004       | 11 juni 2009       |
| Europa van Vrijheid en Democratie                       | Fractie Europa van vrijheid en democratie | 1 juli 2009        | 24 juni 2014       |
| Europa van Vrijheid en Directe Democratie               | Fractie Europa van Vrijheid en Directe Democratie | 24 juni 2014       | 16 oktober 2014    |
| Europa van Vrijheid en Directe Democratie               | Fractie Europa van Vrijheid en Directe Democratie | 20 oktober 2014    | 1 juli 2019        |
| Groenen/Regionalisten/Radicalen                         | |                    |                    |
| Regenbooggroep                                          | Regenboogfractie: Federatie van Groen Alternatief Europees Links, Agalev-Ecolo, Deense Volksbeweging tegen Lidmaatschap van de Europese Gemeenschap en de Europese Vrije Alliantie, binnen het Europees Parlement | 24 juli 1984       | 25 juli 1989       |
| Regenboogfractie                                        | Regenboogfractie binnen het Europees Parlement | 25 juli 1989       | 19 juli 1994       |
| De Groene Fractie                                       | Fractie De Groenen in het Europees Parlement | 25 juli 1989       | 20 juli 1999       |
| Europese Radicale Alliantie                             | Fractie Europese Radicale Alliantie | 19 juli 1994       | 20 juli 1999       |
| De Groenen/Europese Vrije Alliantie                     | Fractie De Groenen/Europese Vrije Alliantie | 20 juli 1999       | heden              |
| Liberalen/Democraten                                    | |                    |                    |
| Liberale Fractie                                        | Fractie van de Liberalen en Geallieerden | 23 juni 1953       | 1976               |
| Liberale en Democratische Fractie                       | Liberale en Democratische Fractie | 1976               | 19 juli 1994       |
| Europese Liberale en Democratische Partij               | Fractie van de Europese Liberale en Democratische Partij | 19 juli 1994       | 20 juli 2004       |
| Alliantie van Liberalen en Democraten voor Europa       | Fractie van de Alliantie van Liberalen en Democraten voor Europa | 20 juli 2004       | 1 juli 2019        |
| Renew Europe                                            | Renew Europe | 2 juli 2019        | heden              |
| Nationaal Conservatieven                                | |                    |                    |
| Europese Democratische Unie                             | Europese Democratische Unie-Fractie | 21 januari 1965    | 16 januari 1973    |
| Europese democraten voor de vooruitgang                 | Fractie van Europese democraten voor de vooruitgang | 16 januari 1973    | 24 juli 1984       |
| Verenigde Europese democraten                           | Fractie van verenigde Europese democraten | 24 juli 1984       | 6 juli 1995        |
| Forza Europa                                            | Forza Europa | 19 juli 1994       | 6 juli 1995        |
| Unie voor Europa                                        | Fractie Unie voor Europa | 6 juli 1995        | 20 juli 1999       |
| Unie voor een Europa van Nationale Staten               | Fractie Unie voor een Europa van Nationale Staten | 20 juli 1999       | 11 juni 2009       |
| Rechts-radicalen                                        | |                    |                    |
| Fractie van Europees Rechts                             | Fractie van Europees Rechts | 24 juli 1984       | 25 juli 1989       |
| Identiteit, Traditie en Soevereiniteit                  | Identiteit, Traditie en Soevereiniteitsgroep | 15 januari 2007    | 14 november 2007   |
| Europa van Naties en Vrijheid                           | Europa van Naties en Vrijheid | 15 juni 2015       | 1 juli 2019        |
| Identiteit en Democratie                                | Identiteit en Democratie | 2 juli 2019        | 15 juli 2024       |
| Patriotten voor Europa                                  | Patriotten voor Europa | 16 juli 2024       | heden              |
| Europa van Soevereine Naties                            | Europa van Soevereine Naties | 16 juli 2024       | heden              |
| Sociaaldemocraten                                       | |                    |                    |
| Socialistische Fractie                                  | Fractie van de Socialisten | 23 juni 1953       | 1958               |
| Socialistische Fractie                                  | Socialistische Fractie | 1958               | 20 april 1993      |
| Partij van de Europese Sociaaldemocraten                | Fractie van de Partij van de Europese Sociaaldemocraten | 21 april 1993      | 20 juli 2004       |
| Sociaaldemocratische Fractie                            | Sociaaldemocratische Fractie in het Europees Parlement | 20 juli 2004       | 23 juni 2009       |
| Progressieve Alliantie van Socialisten en Democraten    | Fractie van de progressieve alliantie van socialisten en democraten in het Europees Parlement | 23 juni 2009       | heden              |
| Technische groeperingen                                 | |                    |                    |
| Fractie voor de technische coördinatie                  | Fractie voor de technische coördinatie en de verdediging van onafhankelijke fracties en leden | 20 juli 1979       | 24 juli 1984       |
| Technische fractie van Europees Rechts                  | Technische fractie van Europees Rechts | 25 juli 1989       | 18 juli 1994       |
| Technische fractie van onafhankelijke leden             | Technische fractie van onafhankelijke leden - Gemengde fractie | 20 juli 1999       | 4 oktober 2001     |

zittingsperiode 2024/2029

Europese Volkspartij · Progressieve Alliantie van Socialisten en Democraten · Patriotten voor Europa · Europese Conservatieven en Hervormers · Renew Europe · De Groenen/Vrije Europese Alliantie · Linkse Fractie · Europa van Soevereine Naties
niet-fractiegebonden leden